# Диоцез Фракия
Диоцез Фракия (лат. Dioecesis Thraciae; греч. Διοίκησις Θράκης) — административная единица (диоцез) поздней Римской империи, включавший в себя восточные провинции Балканского полуострова (область, которая простиралась на территории современной юго-восточной Румынии, Центральной и Восточной Болгарии, греческой Фракии и турецкой Фракии).

## История
Диоцез был создан в результате административных реформ Диоклетиана и был подчинен префекту претория Востока. Непосредственно диоцезом управлял викарий, имевший ранг спектабиля. Столицей Фракийского диоцеза был Филиппополь. В состав диоцеза входили следующие провинции: Европа, Фракия, Гемимонт, Родопы, Мёзия Вторая и Скифия.
Когда восточный римский император Анастасий I построил Длинные стены во Фракии, диоцез разделился на две части: непосредственно Фракийский диоцез и Диоцез Длинных стен. Историк Джон Багнелл Бьюри предположил, что последний располагался к северу от Константинополя.
Фракийский диоцез страдал от разлада между гражданской и военной властью и вторжений варваров. В мае 535 года Юстиниан I упразднил титулы викария Фракии (высшая гражданская власть в диоцезе) и викария Длинных стен и поручил управление диоцезом специальному претору Юстиниана (лат. praetor Justinianus) во Фракии, наделенному всей полнотой гражданской и военной власти. Впоследствии от диоцеза были отсоединены провинции Мёзия Вторая и Скифия, которыми вместе с Кипром, Кикладами и Карией стал отдельно управлять особый военный квестор.
Впоследствии, в результате нашествий аваров и славян, Фракийский диоцез был расформирован и на оставшихся под контролем византийцев территорией образовалась фема Фракия.